# Escudo de Puerto Rico
El escudo de Puerto Rico fue otorgado por la Monarquía Hispánica en 1511 y es el segundo escudo más antiguo del Nuevo Mundo, siendo el primero el otorgado a Santo Domingo en 1508. Fue adoptado nuevamente por el gobierno del Estado Libre Asociado de Puerto Rico en 1976.

## Descripción
El Decreto Real de 1511 describe:

un escudo verde y dentro de él un cordero plateado encima de un libro colorado e atravesado por una bandera con una cruz e su veleta como la trae la devysa de Sanct Joan e por orla castillos e leones e banderas e cruzes de Iherusalen e por devysa una F. e una Y. con sus coronas e yugos e flechas e un letrero a la redonda de la manera siguiente: Joanne est nomine jus

Lleva los símbolos de su historia, cultura y religión. Fue otorgado en 1511 por Fernando II de Aragón, entonces rey de Aragón y regente de Castilla en nombre de su hija la reina Juana, incapacitada. Sin embargo, hasta el 9 de marzo de 1905 no se aprobó la ley que regula el escudo de armas de Puerto Rico. Tras varias investigaciones y enmiendas a la ley para obtener la interpretación del escudo, en 1976 se aprueba la versión actual.
En campo de sinople, aparece un cordero (Agnus Dei, cordero de Dios) sobre un libro del que sobresalen los siete sellos descritos en el Apocalipsis. Este es un símbolo heráldico común para simbolizar a san Juan.
Al campo principal lo rodea una bordura que se compone de 16 piezas que se alternan en representación de 4 entidades: 
- En primer lugar, en campo de gules, un castillo de oro, en representación de Castilla.
- En segundo lugar, en campo de plata, un león, cuya representación más correcta es de púrpura escarlata, si bien también acostumbra a mostrarse en gules, y simboliza al Reino de León (que junto a Castilla conformó la Corona de Castilla).
- La siguiente posición se muestra una bandera, cuya referencia original del Real Decreto de 1511 no concreta. Algunas representaciones muestran una bandera con cuarteles de León y Castilla, mientras otras muestran otra con los cuarteles de Aragón y Sicilia, por la Corona de Aragón, a fin de poder complementar la anterior referencia a la Corona de Castilla.
- La última serie de compones muestra la cruz de Jerusalén, que es de oro sobre campo de plata y símbolo del Reino de Jerusalén, pretendido por el rey Fernando el Católico a través de su herencia napolitana.

Sobre el jefe se encuentra una corona real, abierta, en señal de la autoridad y jurisdicción de quienes otorgaron el escudo en 1511. En la parte izquierda aparece la inicial "F" de Fernando el Católico, rey de Aragón y Sicilia, y a la derecha "Y", inicial de Ysabel (Isabel la Católica).  Bajo las iniciales aparecen el yugo y las flechas, también símbolos personales de los Reyes Católicos. En la punta se encuentra inscrito en latín el lema "Joannes Est Nomen Ejus" que significa "Juan es su nombre", una cita de la Vulgata del Evangelio según San Lucas (1:63).

## Sello
Todos los estados estadounidenses emplean un sello como su emblema oficial. Así, Puerto Rico tiene, efectivamente, su propio sello, pero ha sido reemplazado por su tradicional escudo de armas como emblema del Estado Libre Asociado de Puerto Rico. El sello soluciona la bandera de la bordura representando el estandarte real que muestra los símbolos de las coronas de Castilla y de Aragón.

Sello del Estado Libre Asociado de Puerto Rico
Sello del gobernador de Puerto Rico
Una variante del sello del gobernador
Sello del gobernador electo de Puerto Rico

## Sellos del gobierno de Puerto Rico
Hay varios sellos de las diferentes secciones del gobierno de Puerto Rico.

Sello del secretario de Estado de Puerto Rico
Sello de la Asamblea Legislativa de Puerto Rico
Sello de la Cámara de Representantes de Puerto Rico
Sello del Senado de Puerto Rico
Una variante del sello del Senado

## Evolución histórica del escudo

Escudo de armas de Puerto Rico basado en un dibujo de 1767 del libro "Armas de las ciudades, santas iglesias, y villas de Indias recopilada de varios autores año 1767"
Escudo de armas de la provincia española de Puerto Rico durante la Primera República Española (1873-1874)
Sello de la Capitanía General de Puerto Rico (1878)
Escudo de armas de Puerto Rico por los Estados Unidos (1902-1905)
Escudo de armas de Puerto Rico basado en "El libro de armas públicas: una enciclopedia completa de todas las armas reales, territoriales, municipales, corporativas, oficiales e impersonales". El escudo de armas se describe como "La Legislatura de Puerto Rico en 1905, [...] volvió a su antiguo diseño, otorgado por el Rey Fernando V. de España en 1511"
Escudo de armas del Estado Libre Asociado de Puerto Rico (1976-hasta la actualidad)